# Thị trường lao động Nhật Bản

Lực lượng lao động của Nhật Bản, hiện tại và tương lai

Tỷ lệ thất nghiệp tại Nhật Bản

Lực lượng lao động tại Nhật Bản lên tới 65,9 triệu người vào năm 2010, chiếm 59,6% số dân trong độ tuổi từ 15 trở lên, và trong số họ có 62,57 triệu người có việc làm/đi làm thuê, trong khi đó có 3,34 triệu người chưa hoặc không có việc làm tạo ra tỷ lệ thất nghiệp là 5,1%. Cơ cấu thị trường lao động Nhật Bản trải qua sự thay đổi chậm rãi vào cuối thập niên 1980 và tiếp tục xu hướng này trong suốt thập niên 1990. Cấu trúc thị trường lao động chịu tác động bởi 4 nhân tố: 1) dân số thu hẹp, 2) sự thế chỗ bởi thế hệ bùng nổ trẻ sơ sinh thời kỳ hậu thế chiến, 3) sự gia tăng số lượng lao động là nữ giới và 4) trình độ học vấn của người lao động tăng lên. Bên cạnh đó, sự gia tăng số lượng công dân người nước ngoài trong lực lượng lao động cũng đã được dự báo trước.
Tính đến 2019, tỷ lệ thất nghiệp của Nhật Bản là thấp nhất trong khối G7. Tỷ lệ có việc làm ở số dân trong độ tuổi lao động (15-64) là cao nhất trong khối G7.